# Терес II

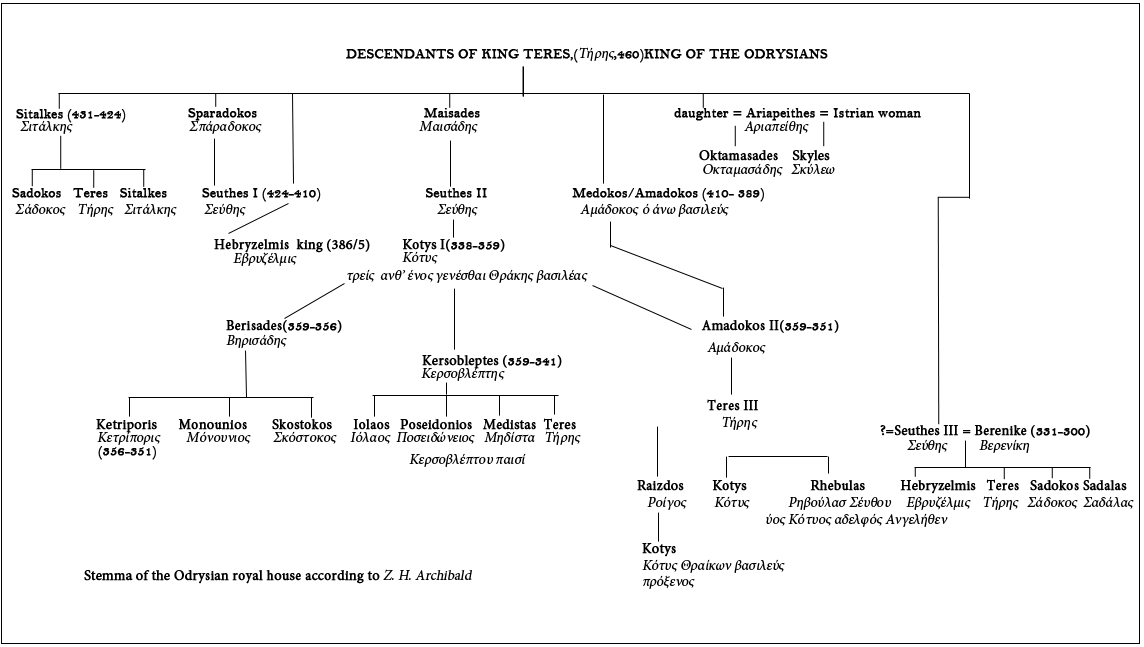
Генеалогия потомков Тереса

Завоевания Филиппа II:
Македонское царство (красным);
Подчиненные Македонии земли: Фракия, Эпир, Фессалия и полисы Коринфского союза.
Спарта и прочие нейтральные полисы (синим).
враждебная держава Ахеменидов.

Терес II (др.-греч. Τήρης) — фракийский царь в Одрисском государстве с 351 по 341 год до н. э. Сын царя Амадока II.

## Предыстория
После смерти деда Тереса II, фракийского царя Котиса I, его отец Амадок II вместе со своими двумя братьями Керсоблептом и Берисадом унаследовали его царство. Из-за малого возраста Керсоблепта регентом при нём был муж их сестры, эвбейский военачальник Харидем. При содействии Харидема Фракийское царство в 358 году до н. э. было разделено на три части, а Херсонес Фракийский (за исключением Кардии), отошел к афинянам. Амадок II получил центральную часть Одрисского царства к западу от реки Хибер (Марица) к востоку от реки Места. Воспользовавшись междоусобицей между Амадоком II и Керсоблептом в Фракию вторгся македонский царь Филип II. Амадок II был вынужден заключить союз с Филипом и стать его вассалом.

## Биография
После смерти Амадока II в 351 год до н. э. Терес II унаследовал его престол и стал царем в центральной Фракии. Придя к власти,
Терес попытался выйти из под влияния Македонии. Он разорвал союз с Филиппом II и выступил в войне против македонян на стороне Халкидского союза, Керсоблепта и Афин. Одержав победу в Эпире в начале лета 342 года до н. э. Филипп II направил свою армию в Фракию. С июля 342 по апрель 341 года до н. э. Филипп II завоевывал Фракию. В 341 году до н. э. Керсоблепт и Терес II были разгромлены и низложены, Филипп захватил почти всю Южную Фракию, основал там новые города и заселил их выходцами из Македонии.